# Adolf Bachmann (Landrat)
Adolf Bachmann (* 8. Oktober 1884 in Gladbeck; † 28. Mai 1947 in Freiburg i. Br.) war ein deutscher Landrat.

## Leben
Bachmanns Vater war von Beruf Kaufmann. Adolf Bachmann studierte bis 1913 Jura in Straßburg und war anschließend als Gerichtsassessor in der elsässisch-lothringischen Verwaltung in Straßburg tätig. Von 1914 bis 1918 nahm er als Soldat am Ersten Weltkrieg teil. Nach dem Krieg wurde er Reichskommissar für die elsässisch-lothringische Vertriebenenfürsorge in Freiburg. Ab 1920 war er in der Reichs- und der preußischen inneren Verwaltung tätig, zunächst im Reichsministerium des Innern, dann im Oberpräsidium in Breslau, wo er von 1924 bis 1933 Landrat war. Bachmann war Mitglied der DDP. Am 6. April 1933 wurde er zwangsweise beurlaubt, da er im Sinne der NSDAP als politisch unzuverlässig galt. So wurde ihm vom neuen nationalsozialistischen Regierungspräsidenten Georg Kroll vorgeworfen, er sei in seiner Zeit als Landrat „den Kämpfern für die nationale Erhebung über das gebotene Mass hinaus scharf entgegengetreten“. Bis 1935 war Bachmann dann als Landrat im einstweiligen Ruhestand bei der Regierung in Allenstein beschäftigt. Im Juni 1935 wurde er auf eigenen Antrag in den dauernden Ruhestand versetzt. Von 1940 bis 1942 musste er Kriegsdienst leisten.
Nach Kriegsende wurde Bachmann Landrat des Landkreises Müllheim, seit November 1946 war er jedoch krankheitshalber beurlaubt.